# Neufmoulins
 Neufmoulins  es una comuna        y población de Francia, en la región de Lorena, departamento de Mosela, en el distrito de Sarrebourg y cantón de Lorquin.
Su población en el censo de 1999 era de 37 habitantes.
Está integrada en la Communauté de communes du Pays des Deux Sarres .

## Demografía
| 35 | 40 | 27 | 37 | 42 | 37 |
| Para los censos de 1962 a 1999 la población legal corresponde a la población sin duplicidades (Fuente: INSEE [Consultar]) |    |    |    |    |    |

- Datos: Q22159
- Multimedia: Neufmoulins / Q22159

1. ↑  Worldpostalcodes.org, código postal n.º 57830.
2. ↑  INSEE, Datos de población para el año 2012 de Neufmoulins (en francés).